# Corticaria incerta
Corticaria incerta là một loài bọ cánh cứng trong họ Latridiidae. Loài này được Paulian miêu tả khoa học năm 1941.